# Honor na wygnaniu
Honor na wygnaniu (tyt. oryg. Flag in Exile) – piąty tom serii Davida Webera o Honor Harrington, wydany przez Baen Books pod koniec roku 1995 i opublikowany w Polsce w roku 2001 przez Rebis.
Akcja powieści rozgrywa się kilka miesięcy po wydarzeniach Kwestii honoru, kiedy to Izba Lordów wymusiła na admiralicji Gwiezdnego Królestwa odebranie Honor dowództwa i przeniesienie jej do rezerwy. Rozpoczęta w poprzednim tomie wojna jest tutaj jedynie tłem wydarzeń. Zgłębiony zostaje temat Protektoratu Graysona, omówiono kwestie mizoginii, społeczeństwa patriarchalnego oraz postaw ludzi w obliczu zmian.

## Fabuła
Przeniesiona do rezerwy Honor Harrington wyjeżdża na planetę Grayson, by zająć się swoimi obowiązkami Patronki i w spokoju opłakiwać Paula Tankerslaya. Po kilku miesiącach dowódca floty Protektoratu, admirał Matthews, prosi ją o objęcie stanowiska admirała we wciąż rozwijanej Marynarce Graysona. Honor z oporami przyjmuje ofertę i rozpoczyna intensywny trening podległej jej eskadry okrętów.

Na planecie rosną niepokoje wśród pozostałych Patronów. Będąc jedyną kobietą-Patronką Graysona, Honor staje się symbolem wprowadzanych na Graysonie reform, przez co staje się celem niechęci grupy konserwatystów, przekonanych o konieczności usunięcia jej i powstrzymania dalszych zmian. Zawiązuje się spisek, którego celem jest zdyskredytowanie Harrington.

Tymczasem trwa wojna między Ludową Republiką Haven a Sojuszem, do którego należy Grayson. Aby wyzwolić dwie planety przejęte przez Haven, Grayson wysyła jako wsparcie połowę swojej floty. Jest to jednak pułapka Ludowej Republiki: w czasie, gdy na planecie rozpoczyna się kampania terroru konserwatystów, grupa bojowa Haven zmierza w stronę Graysona z zamiarem zrujnowania systemu.

## Główne postaci

### Postępowcy
- Honor Harrington – Patronka Domeny Harrington, hrabina Gwiezdnego Królestwa, kapitan Królewskiej Marynarki i admirał w Marynarce Graysona. Pierwsza kobieta-Patron w historii Graysona, przez ludność traktowana jako żywy symbol dotykających państwo zmian. Mieszka na Graysonie od czasu śmierci jej kochanka, Paula Tankerslaya, w pojedynku i przeniesienia jej przez Królewską Marynarkę do rezerwy. Dręczy ją poczucie winy z powodu śmierci wszystkich ludzi, którymi dowodziła i których poprowadziła do walki. Jest w stanie wyczuwać emocje innych. Pochodzi z planety o ciążeniu większym, niż na większości zamieszkanych światów, co daje jej większą siłę i lepszy refleks. Dodatkowo jest mistrzynią sztuki walki coup de vitesse i trenuje walkę mieczem graysońskim.
- Nimitz – treecat połączony z Honor mentalną więzią. Empata i telepata, nie potrafi mówić, jednak rozumie ludzki język. Z wyglądu przypomina kota, jednak o dodatkowej parze ludzkich rąk. Ma pogodne nastawienie, zdarza mu się wykorzystywać ludzi dla własnych korzyści. Stara się wyciągnąć Honor z depresji. Zrobi wszystko w jej obronie.
- Andrew LaFollet – dowódca Gwardii Harrington, organizacji odpowiadającej za jej bezpieczeństwo. Jest lojalny Honor i martwi się o nią, choć jest przekonany, że jest ona w stanie się obronić lepiej, niż którykolwiek gwardzista. Przed przeniesieniem do Gwardii był instruktorem strzelectwa w siłach bezpieczeństwa Graysona. Miłośnik baseballa.
- Benjamin Mayhew IX – Protektor Graysona, władca kraju. Cieszy się poparciem ludności, jednak nie jest lubiany przez część Patronów, przekonanych, że chce odebrać im władzę. Zwolennik reform i dopuszczenia kobiet do służb mundurowych Graysona, jest głównym pomysłodawcą większości przemian prawnych. Jak większość graysonian, ma trójkę żon.

### Konserwatyści
- William Fitzclarence – Patron Domeny Burdette i przeciwnik reform Protektora. Zwolennik agresywnego działania przeciwko Honor, pomysłodawca sabotażu i bezpośredniego ataku na Honor. Wicemistrz Graysona w walce mieczem.
- Samuel Mueller – Patron Domeny Mueller, przeciwnik reform. Najostrożniejszy ze spiskowców, często hamuje zapędy Fitzclarence’a. Uchodzi za zaufanego, jeśli nawet konserwatywnego, Patrona.
- Edmond Marchant – kapelan Domeny Burdette, gorący przeciwnik reform. Pomysłodawca spisku. W kręgach postępowych uznawany za ograniczonego i nietolerancyjnego. Publicznie wyzywał Honor i oskarżał ją wulgarnie o nierząd, ponieważ sypiała z Paulem Tankersleyem bez ślubu. Usunięty z kleru Kościoła Ludzkości Uwolnionej za zachowanie niegodne kapłana. Uważa, że Honor jest demonem wysłanym, by zwiódł Graysonian na potępienie[3].

## Miejsca
- Protektorat Graysona – państwo obejmujące planetę Grayson i system Yeltsin, w którym się ona znajduje, rządzone przez Protektora i Konklawe Patronów. Jest podzielony na Domeny, nad którymi pieczę sprawują Patroni, obdarzeni dużą władzą. Niemal wszyscy mieszkańcy są wyznawcami unikalnego dla Graysona Kościoła Ludzkości Uwolnionej, wywodzącego się z chrześcijaństwa wyznania, którego główną doktryną jest Test, któremu człowiek jest poddawany przez całe życie. Grayson uchodzi za zacofany technologicznie względem innych państw, jednak przechodzi szereg reform. Planeta posiada groźną dla życia koncentrację ciężkich pierwiastków, przez co ludzie spoza Graysona muszą poruszać się na zewnątrz w maskach gazowych.
- Austin – stolica Graysona, założona na cześć założyciela Kościoła Ludzości Uwolnionej, Austina Graysona, położona w Domenie Mayhew. Mieści w sobie m.in. Salę Konklawe Patronów i Pałac Protektora.
- Domena Harrington – najmłodsza Domena Graysona, rządzona przez Honor Harrington. W znacznej części niezamieszkana – praktycznie cała populacja mieszka w stolicy. Ludność należy praktycznie wyłącznie do postępowców – przenieśli się tu z innych Domen[3].